# 伊扎克·阿拉德
伊扎克·阿拉德（希伯來語：יצחק ארד，1926年11月11日—2021年5月6日），以色列历史学家、作家、以色列國防軍退役准将、曾加入苏联游击队；1972年至1993年任以色列猶太大屠殺紀念館馆长。阿拉德是犹太人大屠杀历史的专家。

## 姓名
伊扎克·阿拉德的出生名为“伊察克·鲁德尼茨基”（Icchak Rudnicki），后来将姓改为希伯来语的“阿拉德”（希伯來語：ארד）。二战期间他被地下组织和游击队员们称作“托利亚”（Tolya），即俄语名字“阿纳托利”（Anatoly）的小名。

## 早年生活与战争经历
阿拉德于1926年11月11日出生于波兰第二共和国什文恰尼（今立陶宛什文喬尼斯）。他在青年时期加入锡安主义青年运动。根据阿拉德1993年接受哈里·J·卡尔加斯采访时的说法，他在1942年至1944年间活动于隔都地下运动。1942年2月，阿拉德加入苏联游击队马尔科夫旅（Markov Brigade）。该旅的成员大多不是犹太人，阿拉德被迫和队中的反犹太主义做斗争。他直到战争结束一直待在苏联游击队中，仅在1943年4月短暂渗透进维尔纽斯隔都与地下组织领导人阿巴·科夫纳会面。阿拉德在白俄罗斯的纳罗奇森林一带抗击德国人，参与伏击战和炸毁火车。据他所说，“苏联游击队运动的官方态度是，犹太部队不能独立行动。”
在1979年出版的自传《游击队员》（The Partisan）中，阿拉德描述了他参加对Girdan平民的报复性集会的情况：“那年冬天我参加的最后一次行动是一次针对Girdan的报复性行动。那是立陶宛的一座大村庄，位于Hoduciszki与什文喬尼斯之间的道路上。”他还讲述了与立陶宛游击队交手的经历：“我参加了这场扫除行动。我们把那一带的森林彻底梳理了一遍。厚厚的大雪让人难以行走，但显出了立陶宛部队的足迹。我们在搜索几天后找到了他们的营地。他们在森林里的军营有栅栏包围，还有地下的碉堡。我们和他们打了一整天，到了晚上他们就一个都不剩了。我们在第二天清点出超过250个立陶宛人死亡。其中有些人死在一个湖边的田地里，他们试图向湖那里逃跑。”
1945年12月，伊扎克·阿拉德未经许可便迁居巴勒斯坦托管地。阿拉德加入以色列国防军，官至准将，被任命为教育总长；1972年从部队退役。

## 学术生涯
阿拉德在特拉维夫大学任讲师时研究第二次世界大战与犹太人大屠杀，作为作者和编者出版了大量著作，其中大多以希伯来语写成。目前他致力于研究苏联的犹太人大屠杀历史。阿拉德曾任以色列犹太大屠杀纪念馆理事会主席，长达21年（1972-1993）。他在卸任后仍保留了纪念馆顾问的身份。1993年6月7日，阿拉德获得托伦尼古拉·哥白尼大学授予的名誉博士学位。

## 遭遇立陶宛调查
2006年，立陶宛《共和国报》发表一篇文章，指控阿拉德在苏联反纳粹游击队施行的科纽黑大屠杀中发挥的作用，将阿拉德称作“战争犯”。立陶宛国家公诉人随即展开对阿拉德的调查。但由于激起了国际公愤，调查在2008年秋季中止。
阿拉德说自己没什么需要道歉的，自己“抗击纳粹德国人和他们的立陶宛勾结者……杀害我家人的凶手，杀害我同胞的凶手”，为此感到“自豪”。阿拉德认为，此前美国审讯一名立陶宛纳粹勾结者时，他提供了专业证据；对他的调查是出于报复而引起的。
英国历史学家马丁·吉尔伯特对于这场“故意的”调查“深感震惊”。埃夫拉伊姆·苏罗夫指出，即使西蒙·维森塔尔中心已经收集并公开了大量的证据，立陶宛政府也从未对战犯发起过公诉。按照苏罗夫的说法，“这些案件的共同点是，它们都针对犹太人。他们没有惩罚勾结纳粹、杀害犹太人的立陶宛罪犯，而是骚扰游击队员、犹太人英雄们。”犹太人大屠杀期间，立陶宛约有20万犹太人遇害，其中大多由立陶宛的通敌者杀害。
立陶宛起诉战犯的记录不多。《经济学人》对此写道，对犹太人的调查是针对性的，甚至是报复性的。根据多维德·卡茨的说法，这是“淡化犹太人大屠杀”，其中“涉及一系列虚假的道德等式：犹太人在战前就不忠于立陶宛，1940年时帮助了苏联占领者，因此对自己的命运负有部分责任。而真正重要的种族灭绝是1944年后立陶宛人民在苏联手中遭遇的灭绝。”

## 荣誉
- 2009年：因《苏联境内的犹太人大屠杀》（The Holocaust in the Soviet Union）获得国家犹太图书奖（英语：National Jewish Book Award）“基于档案材料的写作”奖。[14]

## 脚注
引用
1. ↑  .   [2021-05-06]. （原始内容存档于2021-06-01） （俄语）.
2. ↑  .   [2020-06-05]. （原始内容存档于2013-12-16）.
3. ↑  Schröder, Burkhard.  [Lithuania and the Jewish Partisans]. heise online. 2008-09-14  [2020-06-05]. （原始内容存档于2020-10-30） （德语）.
4. 1 2  Rosenfeld, Marjorie. . shtetlinks.jewishgen.org. 2011-09-26  [2020-06-05]. （原始内容存档于2011-09-26）.
5. 1 2   (PDF). Martyrdom & Resistance. 2010, 37 (1): 1, 8  [2020-06-05]. ISSN 0892-1571. （原始内容存档 (PDF)于2016-03-30） （英语）.
6. ↑  Arad, Yitzhak. . Holocaust Library : [distributed by Schocken Books]. 1979-01-01  [2020-06-05]. （原始内容存档于2020-06-28） （英语）.
7. ↑  Arad, Yitzhak. . Holocaust Library : [distributed by Schocken Books]. 1979-01-01  [2020-06-05]. （原始内容存档于2020-06-05） （英语）.
8. ↑  UMK Senat. . Nicolaus Copernicus University, UMK.pl. 2016  [2020-06-05]. （原始内容存档于2021-01-11）.
9. ↑  Katz, Dovid. . Tablet Magazine. 2010-05-03  [2020-06-05]. （原始内容存档于2021-02-14） （英语）.
10. ↑  Brook, Daniel. . Slate Magazine. 2015-07-26  [2020-06-05]. （原始内容存档于2018-10-15） （英语）.
11. 1 2  . 2008-07-21  [2020-06-05]. （原始内容存档于2021-01-24） （英国英语）.
12. 1 2  . Haaretz.com. Haaretz. 2008-08-07  [2020-06-05]. （原始内容存档于2020-03-03） （英语）.
13. ↑  . The Economist. 2008-08-21  [2020-06-05]. （原始内容存档于2020-11-20）.
14. ↑  . Jewish Book Council.   [2020-01-26]. （原始内容存档于2020-10-24） （英语）.